# 乔瓦尼·巴蒂斯塔·布雷达
乔瓦尼·巴蒂斯塔·布雷达（義大利語：Giovanni Battista Breda，1931年7月21日—1992年7月13日），意大利击剑运动员。他曾代表意大利参加1960年、1964年和1968年夏季奥林匹克运动会击剑比赛，其中在1964年奥运会获得男子团体重剑的银牌。